# 하타도노촌
하타도노촌(機殿村)은 일본 미에현 이난군에 설치되었던 촌이다. 현재의 마쓰사카시의 북동부에 해당한다.